# Plum City
Plum City – wieś w Stanach Zjednoczonych, w stanie Wisconsin, w hrabstwie Pierce.